# Moove It
Moove It es una empresa de ingeniería de software con sede en Austin, Texas y oficinas en San Francisco, Montevideo y Cali. Está especializada en el diseño, desarrollo y puesta en marcha de aplicaciones tecnológicas en diversos campos como la educación, la salud, la tecnología financiera, el entretenimiento y las telecomunicaciones. Entre sus clientes figuran compañías como Disney Streaming Services, Hulu, Ripple, Shopify, Unilever y Bancard, entre otras.

## Historia
Moove It fue fundada en Montevideo, Uruguay en 2006 por Martín Cabrera, ingeniero de sistemas egresado de la Universidad de la República, como un pequeño negocio de venta de cámaras IP. Más adelante empezaron a dedicarse a la consultoría y al desarrollo de software.
En 2008 se vincularon profesionalmente con la empresa los ingenieros de sistemas Ariel Ludueña, proveniente de la compañía de desarrollo de software Boutique, y Conrado Viña, creador de la popular aplicación Feng Office. Un año después fueron contratados por la empresa estadounidense Staton y decidieron enfocar la mayor parte de sus operaciones allí, desarrollando inicialmente aplicaciones con Ruby on Rails, un framework de código abierto. Paulatinamente incluyeron otro tipo de tecnologías de desarrollo para ampliar su portafolio de servicios.
En 2014 la empresa creó StartUp House, un hostel para emprendedores que ofrecía espacio de trabajo cooperativo y alojamiento web. En 2015 la compañía experimentó un crecimiento financiero con la llegada de clientes de reconocimiento internacional y dos años después estableció su sede principal en Austin, Texas. En 2018 realizó una inversión de 150 000 dólares en modernización de marca.
En 2019 inició operaciones en la ciudad de Cali, capital del departamento del Valle del Cauca, Colombia. Para ese año Moove It había logrado un crecimiento promedio del 30% y, aunque se esperaba un crecimiento del 70% en 2020, la pandemia del COVID-19 no permitió alcanzar esas cifras. En junio de 2020 Moove It invirtió en Marvik, una compañía de origen uruguayo especializada en aprendizaje automático.
En mayo de 2023, Moove It se fusionó con la empresa uruguaya December Labs, gracias a una inversión del fondo estadounidense Recognize, dando origen a la nueva compañía Qubika.

## Servicios
Moove It está especializada en el diseño, desarrollo y puesta en marcha de aplicaciones de software mediante el uso de tecnologías de programación como Ruby on Rails, JavaScript, AngularJS y Node.js, entre otras. El 40% de su facturación proviene de empresas del rubro de la salud como Catapult Health, PrescribeWellness y Tabula Rasa. Otro 20% proviene de compañías de fintech y entretenimiento como Disney Streaming Services, Shopify, Ripple y Hulu, y el restante de otro tipo de empresas educativas, de telecomunicaciones y bancarias como Bancard, Banco de Crédito de Bolivia y Banco de Crédito del Perú, entre otras.
La empresa fue certificada por la firma de consultoría PricewaterhouseCoopers con un NPS de 82.02 y en noviembre de 2020 obtuvo el certificado de Great Place to Work.